# THE GRACE - Dana and Sunday
The Grace - Dana and Sunday là nhóm nhỏ gồm 2 thành viên Dana (trưởng nhóm) và Sunday của nhóm nhạc nữ 4 thành viên CSJH The Grace.

## Lịch sử ra mắt

### Trước khi ra mắt
Ngày 28 tháng 6 năm 2011, SM Entertainment khẳng định rằng, "The Grace sẽ tiếp tục hoạt động với một đơn vị mới và trở lại vào đầu tháng 7. Xin hãy chờ đón hình ảnh mới của họ." Nhưng sự trở lại của nhóm bị hoãn lại khi được công bố trên chương trình "KBS Special – K-pop Makes The World Dance" của đài truyền hình KBS 1.
Theo như kế hoạch, The Grace sẽ quay trở lại vào ngày 13 tháng 7 với ca khúc chủ đề mang tên "V.I.P". SM Entertainment giải thích lại rằng, "Đó chỉ là một ca khúc tạm thời. Ca khúc chính thức đã được thu âm xong rồi."
Nhưng do hoạt động riêng của hai thành viên còn lại là Lina và Stephanie nên chỉ có hai thành viên là Dana và Sunday tham gia vào đợt comeback này. Sau đó, SM Entertainment thông báo nhóm nhỏ với tên gọi 天上智喜-DANA&SUNDAY (The Grace - Dana & Sunday).

### Ra mắt
Một teaser đã được tung ra với một hình ảnh hai cô gái trong những bộ quần áo sặc sỡ rất quyến rũ, rất thời trang và được trang điểm một cách cuốn hút với hai màu chủ đạo là đen và trắng, ra mắt cùng với nhóm vào tháng 7 năm 2011. Đĩa đơn "나 좀 봐줘 (One More Chance)" ra mắt trên iTunes Store và trên các cổng âm nhạc kĩ thuật số khác nữa vào ngày 11 tháng 7. Album ra mắt này được tung ra dưới hình thức kĩ thuật số. Music Video cũng được ra mắt cùng ngày. Họ ra mắt lần đầu vào ngày 8 tháng 7 năm 2011 trên KBS Music Bank.

### 2011: Dự án, nhạc phim và SMTOWN Winter Album
Sau khi trờ lại nền âm nhạc Hàn Quốc với album "나 좀 봐줘 (One More Chance)", bộ đôi tiếp tục ra mắt một ca khúc nhạc phim nữa. Ngày 23 tháng 9, họ thu âm một trong 4 ca khúc cho phim Hooray for Love "애정만만세, "Now You (지금 그대)". Nhóm trở thành một phần của dự án mang tên "With Coffee". Họ đã tung ra album cho dự án sắp tới. Teaser của dự án cho thấy "With Coffee" sẽ là một dự án gồm nhiều ca sĩ khác tham gia nữa. Dự án #1 sẽ là "Americano" của Dana and Sunday, dự án #2 sẽ là "Cappuccino" của Bobby Kim, dự án #3 sẽ là "Cafe Latte" của Kim Yoo Kyung, dự án #4 sẽ là "Cafe Mocha" của Monday Kiz, và dự án #5 sẽ là "Espresso".
"With Coffee Project Phần 1″ của Dana và Sunday đã ra mắt vào 20 tháng 12 cùng với Music Video của bài hát.
Dana & Sunday tham gia vào một album hợp tác mới của SM Town với ca khúc thứ 10 trong album, the 2011 Winter SMTown – The Warmest Gift. Ca khúc này là một ca khúc cho tất cả các nghệ sĩ SM Entertainment. Ca khúc thứ 10 "Amazing" là một ca khúc họ đã thu âm trong album này. Album ra mắt offline vào ngày 13 tháng 12 năm 2011.

## Thành viên
| Nghệ danh | Nghệ danh     | Tên khai sinh | Tên khai sinh | Ngày sinh        |
| Romanized | Hàn tự/Hán tự | Romanized     | Hàn tự/Hán tự | Ngày sinh        |
| --------- | ------------- | ------------- | ------------- | ---------------- |
| Dana      | 다나          | Hong Sung Mi  | 홍성미        | 17 tháng 7, 1986 |
| Sunday    | 선데이        | Jin Bora      | 진보라        | 12 tháng 1, 1987 |

## Danh sách đĩa phát hành
Đĩa đơn kĩ thuật số
- 11.07.2011: 나 좀 봐줘 (One More Chance)
- 23.09.2011: Hooray for Love (애정만만세) OST Part.4: Now You (지금 그대)
- 20.12.2011: With Coffee Project Part.1 "First Americano"

Album hợp tác
- 2011.12.13: 2011 Winter SMTown – The Warmest Gift (track #10. Amazing)

## Danh sách video đã phát hành
| Năm  | Music video                             | Thời lượng |
| ---- | --------------------------------------- | ---------- |
| 2011 | "나 좀 봐줘 (One More Chance) Teaser"   | 0:23       |
| 2011 | "나 좀 봐줘 (One More Chance) Full MV"  | 3:25       |
| 2011 | "With Coffee Project Part 1: Americano" | 5:10       |

## Tour diễn

### Tour diễn tham gia
- SMTown Live '10 World Tour (2010–2011)
- SMTown Live '12 World Tour (2012–2013)

## Website liên kết
- DANA and SUNDAY The Grace's Official Website Lưu trữ ngày 9 tháng 10 năm 2017 tại Wayback Machine
- DANA and SUNDAY The Grace's Official Facebook